# Navid (Vorname)
Navid (persisch نوید) ist ein persischer männlicher Vorname mit der Bedeutung „Versprechen, gute Nachricht“ (engl. “promise, good news”), der auch in den Formen Navíd und Naveed auftritt.

## Namensträger
- Navid Afkari (1993–2020), iranischer Ringer
- Navíd Akhavan (* 1980), iranisch-deutscher Schauspieler
- Navid Kermani (* 1967), deutsch-iranischer Islamwissenschaftler, Orientalist, Schriftsteller und Essayist
- Navid Mohammadzadeh (* 1986), iranischer Schauspieler
- Navid Negahban (* 1968), iranisch-amerikanischer Schauspieler